# الصبيخات (المكلا)

تعديل مصدري - تعديل

الصبيخات هي إحدى قرى عزلة المكلا بمديرية المكلا التابعة لمحافظة حضرموت، بلغ تعداد سكانها 79 نسمة حسب تعداد اليمن لعام 2004.